# Benjamin Linus
Benjamin "Ben" Linus è un personaggio della serie televisiva Lost, interpretato da Michael Emerson. Faceva parte degli Altri, di cui è stato il capo per molti anni. Durante la seconda stagione era noto ai sopravvissuti del volo Oceanic 815 con il nome di Henry Gale e solo in seguito scopriranno la sua vera identità. A partire dalla terza stagione diventa uno dei personaggi principali.

## Biografia

### Prima dello schianto del volo Oceanic 815

#### Con il Progetto DHARMA
Nell'episodio della terza stagione L'uomo dietro le quinte, si scopre che Ben è nato prematuramente in un bosco nei pressi di Portland (Oregon), da Roger ed Emily Linus che muore per darlo alla luce.
Alcuni anni dopo, negli anni settanta, al padre viene offerta la possibilità di un lavoro sull'isola come membro del Progetto DHARMA. Una volta sull'isola, Roger inizia a bere ed a trattare male il figlio, al quale non ha perdonato la morte di Emily. Ben sviluppa così un odio profondo nei confronti della DHARMA e, il giorno del suo compleanno, dopo l'ennesima sbronza del padre che sfocia nell'accusa di essere la causa della morte di Emily, Ben scappa via verso la giungla. Giunto in prossimità della barriera sonica che circonda le baracche, Ben vede sua madre oltre che, quando lui sta per avvicinarsi, lo blocca dicendogli che non è ancora giunto il tempo.
Sull'isola, il piccolo Benjamin riesce a fare amicizia solo con una bambina di nome Annie, che un giorno per il suo compleanno gli dona una piccola statua intagliata in legno, che conserverà sempre con sé.
Qualche tempo dopo, nel 1973, il piccolo Benjamin raccoglie le sue cose e parte alla volta della giungla. Lì comincia a sentire dei sussurri, e poco dopo incontra Richard Alpert, il quale, dopo aver sentito le parole di Ben che gli dice di stare cercando la sua mamma defunta e di volersi unire agli "Ostili" poiché odia il Progetto DHARMA, gli dice che deve portare molta pazienza.
In alcuni episodi della quinta stagione appare il piccolo Benjamin. In Namaste, Ben va a trovare l'imprigionato Sayid, che dopo lo schianto del volo Ajira 316 è tornato di trent'anni nel passato. Nell'episodio successivo, Lui è il nostro "te", Ben aiuta Sayid ad evadere credendolo un "Ostile" mandato da Richard per lui; una volta nella giungla però Sayid gli spara, lasciandolo a terra apparentemente morto. In Quel che è stato è stato, Kate, nel disperato tentativo di salvargli la vita, e sotto suggerimento di Juliet, decide di portarlo dagli Altri. Richard si dice disposto a curare il ragazzo, ma avverte i due che potrebbe uscirne profondamente cambiato: perderà la sua innocenza e diventerà per sempre "uno di loro", dimenticandosi di parte delle persone che aveva conosciuto. I due accettano e se ne vanno. Richard si allontana con in braccio Ben ed entra all'interno del Tempio.

#### Con gli Altri
Nel 1988, Charles Widmore, leader degli Altri, incarica Ben di uccidere Danielle Rousseau. Una volta raggiunta, scopre che ella ha una bambina; Ben decide così di risparmiare la donna, ma porta via con sé la piccola Alexandra, minacciando la Rousseau di ucciderla se mai avesse tentato di recuperarla. Ben adotta così Alex, facendole credere che sua madre è morta. In un flashback si scopre che quattro anni dopo questo episodio, il 19 dicembre 1992, Ben dà luogo alla Purga, uccidendo suo padre e tutti gli altri membri del Progetto DHARMA con del gas tossico. Poco dopo, si scopre inoltre che Ben ha fatto bandire Charles dall'isola assumendo il ruolo di capo degli Altri, con il pretesto di essere l'unico a poter interagire con il vero leader degli Altri, Jacob, e comunicandolo a tutto il gruppo. Tuttavia successivamente si scoprirà che in realtà Ben non ha mai visto né incontrato Jacob.

Due giorni prima dello schianto del volo Oceanic 815, Ben scopre di avere un tumore spinale. Immediatamente dopo lo schianto, Ben manda Ethan e Goodwin rispettivamente dove sono precipitati le sezioni centrale e di coda dell'aereo, per indagare. La scelta di Goodwin è stata dettata dall'attrazione di Ben per Juliet, che ha una relazione adulterina proprio con Goodwin.

### Dopo lo schianto
Nell'episodio della terza stagione Exposé, Ben e Juliet entrano in una stazione Dharma, la Perla, e guardano Jack attraverso un monitor. Ben dice a Juliet che riuscirà a convincerlo ad operarlo chirurgicamente. In L'altra donna (quarta stagione), Ben mostra il cadavere di Goodwin a Juliet, la quale capisce che il mandare Goodwin ad infiltrarsi nel gruppo dei caduti fu deciso proprio allo scopo di farlo morire; così Ben dice a Juliet che le appartiene e che resterà sull'isola per sempre.

Nell'episodio della seconda stagione Uno degli altri, Ben viene catturato da una trappola costruita dalla Rousseau. Le dirà di chiamarsi Henry Gale e di essere precipitato sull'isola mentre la stava attraversando in mongolfiera. Ella lo lascia a Sayid, che lo porterà al Cigno con l'intenzione di interrogarlo. La menzogna di Ben viene scoperta non appena viene scoperto il corpo del vero Henry Gale.

In Due per la strada, Ben viene liberato da Michael Dawson, uno dei sopravvissuti il cui figlio è stato rapito dagli Altri. In cambio, Michael potrà lasciare l'isola insieme a suo figlio Walt.
Nella terza stagione, Ben riesce a convincere Jack ad operarlo dopo aver mostrato a quest'ultimo Kate e Sawyer che fanno l'amore, infondendo nel dottore la voglia di lasciare l'isola. Durante l'intervento Jack incide volontariamente la sacca renale di Ben, intimandogli che avrebbe portato a termine l'operazione solo dopo che Kate e Sawyer fossero stati liberati.
Quando Locke va alla baracche per liberare Jack, ha un confronto con Ben, il quale gli dice che l'isola è una sorta di scatola magica che può far comparire qualsiasi cosa. A tal proposito mostra ad un esterrefatto Lock Anthony Cooper, suo padre. Ben gli dice che se Locke uccide suo padre può diventare un membro degli Altri. Locke non ha il coraggio di uccidere suo padre a sangue freddo, allora, sotto consiglio di Richard, utilizza Sawyer per farlo. Quando Lock torna al campo pochi giorni dopo con il corpo defunto di Cooper, Ben, come promesso, porta Locke da Jacob. Dopo aver scoperto che Locke è in grado di sentire Jacob, gli spara e lo lascia nella fossa comune degli ex membri del Progetto DHARMA, credendolo morto. Quindi torna al campo, e ordina a Richard di condurre il resto della sua gente al Tempio, e dopo, insieme ad Alex, si reca verso gli altri sopravvissuti diretti alla torre radio per tentare di impedire che contattino l'equipaggio del cargo. Ben parla in privato a Jack chiedendogli di tornare indietro e di lasciar perdere. Il chirurgo si rifiuta ed il capo degli Altri fa uccidere da Tom i tre rimasti alla spiaggia. Jack, furioso, scatena tutta la sua ira pestando il nemico. Nel frattempo Alex scopre che Danielle è sua madre e le due si riuniscono. Intanto, alla spiaggia, Tom non ha ucciso i tre, ma ha solo sparato a terra, nella speranza di convincere Jack a desistere. Una volta legato dalla Rousseau, è costretto dal gruppo ad accompagnarli alla torre radio.
Nel primo episodio della quarta stagione, L'inizio della fine, il gruppo dei sopravvissuti è diviso tra chi crede che i membri del Kahana siano pericolosi e chi invece ci vede un tentativo di lasciare l'isola. Ben viene lasciato andare col gruppo di Locke, che si trasferisce nelle case del Progetto DHARMA e rinchiude Ben in una cantina. Lì, con la complicità di Kate, viene avvicinato da Miles Straume, il quale ricatta l'uomo dicendo che per 3,2 milioni di dollari non dirà a nessuno che è ancora vivo.

Una volta che Ben verrà liberato, esorterà Alex e sua madre a dirigersi al Tempio per mettersi al sicuro dall'equipaggio del Kahana. Quando Alex, Danielle e Karl stanno quasi per raggiungere la destinazione, vengono attaccati da alcuni mercenari del Kahana, che uccidono Danielle e Karl e prendono in ostaggio Alex. Così i mercenari, capitanati da Martin Keamy, raggiungono l'abitazione dove è barricato Ben. Keamy intima a Ben, con una radiolina portatagli da Miles, di uscire e arrendersi, ma Ben rifiuta. Allora l'uomo fa portare Alex, e ordina nuovamente a Ben di uscire entro 10 secondi, in caso contrario avrebbe ucciso la ragazza. Mentre Ben prova a fargli cambiare idea utilizzando la "psicologia del contrario", l'uomo uccide Alex a sangue freddo: Ben, incredulo, mormora "Ha cambiato le regole", ed apre quindi una stanza segreta nella quale fa partire uno strano congegno. Poco dopo il Sistema di Sorveglianza (il "fumo nero") arriva uccidendo due dei sei assalitori e costringendo gli uomini della nave a ritirarsi. Ben, Locke e Harley fuggono nella giungla alla volta della capanna di Jacob. Una volta lì entra da solo, e quando esce dice che deve spostare l'isola; per farlo dovrà raggiungere l'Orchidea. Quando vi giungono, scoprono che essa è già presidiata da Keamy e dai suoi uomini. Ben allora si dirige solitario verso di essi urlando il suo nome, facendosi catturare. I mercenari lo portano verso l'elicottero, ma durante il tragitto vengono attaccati dagli altri coadiuvati da Kate e Sayid. Ben così torna all'Orchidea, ricompensando l'aiuto di Sayid e Kate dicendo loro che possono prendere l'elicottero e lasciare l'isola.
Tornato alla stazione, Ben viene raggiunto dal ferito Keamy. Infuriato per l'assassinio della figlia, Ben lo uccide nonostante abbia un dispositivo legato al braccio che fa detonare degli esplosivi piazzati sul Kahana se il suo cuore si fosse fermato. Ben, ancora una volta, è il fautore di uno sterminio.

Dopo aver detto a Locke che deve essere lui adesso il leader degli Altri, Ben si introduce in una caverna ghiacciata, gira una grossa ruota incastonata in una parete e, in un fascio di luce, sposta l'isola trasferendosi istantaneamente nel Deserto del Sahara.

### L'esilio e il ritorno
Dopo aver girato la grossa ruota, Ben arriva nel Deserto del Sahara dieci mesi avanti nel tempo rispetto all'isola.
Trova Sayid al funerale di sua moglie, Nadia, e lo recluta come suo sicario personale, dicendogli che l'assassinio di sua moglie è stato commissionato da Charles Widmore. Ben fornisce così una lista di obiettivi a Sayid, il quale passerà i seguenti tre anni ad uccidere gli uomini sulla lista. Ad un certo punto, Ben si introduce nell'appartamento di Widmore per metterlo al corrente della sua volontà di ucciderne la figlia, Penelope, come Charles ha fatto con la sua.
Quando Locke lascia l'isola per tentare di convincere i Sei della Oceanic a tornare, Ben lo incontra un attimo prima che si suicidi, bloccando il suo tentativo. Dopo che John gli rivela importanti informazioni su come fare a tornare, Ben lo uccide, manomettendo la scena per farlo sembrare un suicidio. Successivamente, fa visita a Jack al funerale di Locke, dicendogli che lo aiuterà a tornare sull'isola, aggiungendo però che l'unico modo per farlo è portare anche gli altri con sé, Locke compreso. Ben sale sul volo Ajira 316, insieme ai Sei della Oceanic, e torna sull'isola. Jack, Kate, Hurley e Sayid vengono catapultati nel 1977, mentre Ben e Sun, insieme ad un "resuscitato" Locke, restano nel presente. L'aereo è caduto non sull'isola principale, ma in quella ospitante l'Idra; Ben, seguito da Sun, tenta di prendere delle canoe per dirigersi verso l'isola principale, ma viene tramortito da Sun, che prende possesso, insieme a Frank Lapidus, di una canoa, lasciando Ben privo di sensi nell'isolotto occupato dagli altri sopravvissuti, Locke compreso.
Quando Ben riprende conoscenza rimane molto sorpreso dal rivedere Locke vivo, ma è abile nel convincerlo prontamente che lo ha riportato sull'isola proprio per farlo resuscitare, e che ha interrotto il suo tentativo d suicidio per ottenere delle importantissime informazioni su come ritornare. Egli dice inoltre che stava tentando di raggiungere l'isola principale per essere giudicato dal mostro, avendo violato la regola che vieterebbe di tornare a chi lascia l'isola. Ben e Locke decidono allora di raggiungere l'isola principale assieme, e decidono di prendere la seconda canoa. Uno dei sopravvissuti, Caesar, intima loro di fermarsi, ma Ben gli spara, uccidendolo, con il fucile che gli aveva sottratto furtivamente in precedenza.
Una volta approdati nell'isola principale, Locke dice a Ben che è a conoscenza del fatto che quest'ultimo non debba farsi giudicare perché è ritornato sull'isola, ma perché ha ucciso sua figlia. Scioccato, Ben non risponde. Arrivati nella casa di Ben alle baracche, scoprono che Sun e Frank sono già lì. Dopo la loro scoperta riguardo alla resurrezione di Locke, Ben accede al passaggio segreto dietro la libreria, ma quando esce il mostro non appare. Locke allora dice che Ben, per essere giudicato, deve farlo al Tempio; i due, seguiti da Sun, si dirigono così a destinazione, mentre Frank torna all'isola dell'Idra.
Al Tempio, Ben dice a Sun di trovare Desmond e di dirgli che gli dispiace, dopodiché Ben e Locke si addentrano in un tunnel, mentre Sun aspetta fuori. A questo punto Ben ammette a Locke che deve essere giudicato per la morte di Alex. Ben cade in una crepa nel terreno e Locke esce dal tempio per trovare qualcosa per tirarlo fuori. Una volta solo, a Ben appare il "fumo nero", che lo circonda facendogli rivedere tutti i passaggi compiuti da Ben che hanno causato la morte della figlia; quindi il fumo si dissolve e appare Alex, la quale lo sbatte violentemente contro una parete ordinandogli di seguire ogni parola proferita da Locke, prima di scomparire. Ben rimane estremamente sconvolto dall'esperienza, ma felice del fatto che gli è stata risparmiata la vita.
I tre si dirigono al campo degli Altri. Lì Locke riunisce tutti per portarli alla volta di Jacob, ma durante il tragitto confessa a Ben che la sua vera intenzione è quella di ucciderlo, e che a farlo sarà proprio Ben. Ben è ancora una volta sconvolto dalle parole di John, ma dopo l'esperienza vissuta al Tempio preferisce non girare la scioccante rivelazione a Richard. Per persuaderlo ad uccidere Jacob, Locke dice a Ben che dopo molti anni di servizio non è mai riuscito a vederlo o incontrarlo, ha misteriosamente contratto il cancro ed ha dovuto assistere alla morte della figlia. Nel frattempo, Richard guida il gruppo verso la base della statua, dove Jacob vive. Ben e Locke entrano assieme, malgrado il disappunto di Richard. Lì, Jacob saluta Locke, osservando come sia riuscito a trovare il modo: Locke in realtà non è il vero John Locke (il suo corpo si trova all'esterno del tempio), ma un uomo che ha assunto le sue sembianze per uccidere Jacob. Ben, accortosi che i due sembrano conoscersi, si infuria ancor di più con Jacob, che ha servito per anni; gli chiede "ma tu cosa provi per me" e all'enigmatico e per Ben sconfortante silenzio di Jacob, lo trafigge con un coltello.

### Sesta stagione

#### Sull'isola
Alla statua, il falso Locke chiede a Ben di andare a chiamare Richard. All'esterno della statua, tutti si stanno ancora chiedendo chi sia il falso Locke e, quando Ben esce a chiamare Richard, questi rifiuta e al suo posto vanno Bram e altri due appartenenti al gruppo di Ilana. A questo punto il falso Locke si rivela nelle sembianze del mostro di fumo, ed è sotto questa forma che uccide i nuovi arrivati.
Ben capisce di essere stato usato dal mostro; questi gli dice di aver ammirato Locke, l'unico fra tutti a voler rimanere sull'isola per fuggire dalla sua patetica vita, ma il suo scopo è completamente diverso: lui vuole tornare a casa.
Ben viene raggiunto da Ilana che gli chiede cosa sia successo ai suoi compagni. Ben descrive il modo in cui sono stati uccisi dal falso Locke. La donna gli chiede poi se il falso Locke ha ucciso anche Jacob e Ben, mentendo, dice di sì. Ben dice che Jacob è poi bruciato nel fuoco, e Ilana prende un po' di cenere di Jacob da mettere in un sacchetto.
All'esterno, la maggior parte degli Altri se ne è andata, lasciando solo Sun e Frank che insieme a Ben e Ilana si recano al Tempio. Sun insiste sul fatto che devono prima seppellire il corpo di Locke. Al funerale improvvisato, Ben ricorda brevemente Locke, definendolo un credente e un uomo migliore di lui e dichiarandosi molto dispiaciuto di averlo ucciso.
Il gruppo, dopo aver sepolto Locke, si dirige verso il Tempio, al quale arrivano pochi istanti prima dell'attacco del falso Locke tramutato in fumo nero.
Ilana conduce tutti in un passaggio segreto per metterli in salvo, tranne Ben, andato a cercare Sayid. Quando Ben lo trova, accorgendosi che è stato ormai completamente corrotto, scappa via.
Ben si riunisce al gruppo di Ilana, ma viene smascherato da Miles che, sotto richiesta della ragazza, rivela essere stato Ben a uccidere Jacob. Tornati alla spiaggia, Ilana lega Ben a un albero e, tenendolo sotto tiro, gli impone di scavare la sua stessa tomba: per la ragazza, Jacob era come un padre. Approfittando di un momento di distrazione di Ilana, il falso Locke libera Ben e gli propone di restare sull'isola come guardiano dopo che lui se ne sarà andato. Se vuole accettare, lo aspetterà all'isola dell'Idra. Poco dopo Ben scappa, inseguito da Ilana, e trova il fucile promessogli dal falso Locke. Puntandolo verso la ragazza, le spiega che ha ucciso Jacob per rabbia, pauroso di perdere il suo potere dopo aver già perso Alex. Ora andrà da "Locke", a quanto pare l'unico a volerlo. Ilana accetta di accoglierlo nel gruppo e insieme tornano alla spiaggia.
Il gruppo decide di distruggere l'aereo della Ajira atterrato sull'isola dell'Idra e si incamminano per prendere la dinamite dalla stiva della Roccia Nera. All'arrivo Hugo fa però esplodere la nave e il gruppo si divide in due: Miles, Ben e Richard vanno a cercare armi nei depositi DHARMA ancora convinti che distruggere l'aereo sia la cosa giusta; Hugo, Jack, Sun e Lapidus vanno a cercare Locke per parlargli.

#### Realtà parallela
Nella realtà parallela, Ben è un insegnante di storia europea, in contrasto con il preside della scuola che sminuisce l'importanza dei suoi corsi e gli ordina di occuparsi delle ore di punizione nel doposcuola. Tornato a casa deve anche occuparsi del padre Roger, che si dispiace per la carriera del figlio e avrebbe preferito che fossero entrambi rimasti sull'isola, garanzia, secondo lui, di un futuro migliore. Il giorno dopo, durante una ripetizione con una sua alunna, Alex, viene a sapere che il preside ha degli incontri sessuali con una delle infermiere all'interno della scuola. Ben decide di usare questa informazione a suo vantaggio e, con l'aiuto del collega Arzt, minaccia il preside con delle mail scambiate tra lui e l'infermiera chiedendo il suo posto. Deve però cedere quando il preside gli risponde minacciandolo di non raccomandare Alex per l'ingresso all'università di Yale.
Desmond si reca alla scuola in cui insegnano Locke e Ben e, mentre sta osservando il supplente da dentro la macchina, viene interrotto da Ben che gli chiede cosa stia facendo: Desmond si inventa una storia su suo figlio e sulla possibilità di iscriverlo a quella scuola. Si salutano e Desmond parte con la macchina, investe volutamente Locke che stava attraversando la strada con la sedia a rotelle e scappa. Ben arriva subito in soccorso di John e fa chiamare un'ambulanza. Qualche giorno dopo Desmond torna alla scuola e Ben quando lo vede fa per chiamare qualcuno, ma viene picchiato dallo scozzese; tuttavia, sarà proprio questo scontro con Desmond a risvegliare in Ben i ricordi relativi alla sua esperienza sull'isola (in particolare Ben ricorderà il momento in cui Desmond lo aggredirà dopo che egli aveva cercato di uccidere Penny).
Successivamente, Ben si reca alla chiesa in occasione della riunione dei personaggi principali, ma a differenza degli altri decide di rimanere fuori. Mentre siede su una panchina incontrerà Locke, e gli esternerà tutto il suo dispiacere per averlo ucciso, sostenendo di essere stato mosso dall'invidia e dalla sete di potere. Locke deciderà allora di perdonare Ben, che si dirà estremamente confortato da questa decisione. Infine, Hugo proverà ad invitare Ben dentro la chiesa assieme agli altri, ma quest'ultimo sosterrà di non essere ancora pronto per ciò. Prima di rientrare in chiesa, Hugo dirà a Ben che per lui è stato "un grande numero 2" (riferendosi al periodo in cui essi si saranno probabilmente presi cura dell'isola), e Linus risponderà "E tu sei stato un fantastico numero uno".

## Episodi dedicati a Ben
| Stagione | Titolo italiano           | Titolo originale            | Tipo di flash    |
| -------- | ------------------------- | --------------------------- | ---------------- |
| 3        | L'uomo dietro le quinte   | The Man Behind the Curtain  | flashback        |
| 4        | Cambio delle regole       | The Shape of Things to Come | flashforward     |
| 5        | Ciò che è morto è morto   | Dead Is Dead                | flashback        |
| 6        | Dottor Linus              | Dr. Linus                   | realtà parallela |
| 6        | Quello per cui sono morti | What They Died For          | realtà parallela |
| 6        | La fine                   | The End                     | realtà parallela |